# Złatarica
Złatarica (buł. Златарица) – miasto w Bułgarii, w obwodzie Wielkie Tyrnowo. 
Siedziba gminy Złatarica.